# 1 de diciembre
El 1 de diciembre es el 335.º (tricentésimo trigésimo quinto) día del año en el calendario gregoriano y el 336.º (tricentésimo trigésimo sexto) en los años bisiestos. Quedan 30 días para finalizar el año.

## Acontecimientos
- 800: en Roma, Carlomagno juzga las acusaciones contra el papa León III.
- 1298: en Poggio Bustone, Spoleto, Rieti (Umbría, Italia) a la madrugada (o en la noche del 30 de noviembre) se registra un terremoto de magnitud 6,6 en la escala sismológica de Richter (intensidad de 9-10), que deja un saldo de «muchos» muertos.
- 1299: se produce la batalla de Falconara.
- 1347: a través de Mesina, Génova y Venecia, la Peste negra entra en Europa.
- 1420: Enrique V de Inglaterra entra en París (Francia).
- 1577: Francis Walsingham, Fue nombrado caballero.
- 1640: en Portugal, los patriotas recuperan su independencia.
- 1764: en Madrid, Carlos III inaugura el Palacio Real.
- 1812: el Estado de Quito (actual Ecuador) libra la batalla de Ibarra, en la que cae frente al ejército español que retoma el control del territorio, poniendo fin a la independencia quiteña que había durado casi un año.
- 1821: en Costa Rica se firma el Pacto de Concordia, primera Constitución.
- 1821: en la isla de Santo Domingo (hoy República Dominicana), José Núñez de Cáceres firma el Acta de Independencia de la parte oriental de la isla, en lo que se registra como la Independencia Efímera.
- 1822: en Brasil, el emperador Pedro I instituye la Orden de la Cruz del Sur, u Orden del Crucero.
- 1828: el militar argentino Juan Lavalle perpetra un golpe de Estado contra el gobernador federal Manuel Dorrego, y lo fusilará dos semanas después, reiniciando las Guerras civiles argentinas.
- 1843: en España, Luis González Bravo es nombrado presidente del gobierno.
- 1846: en Manila (Filipinas) se funda el diario La Esperanza, el primero publicado en ese país.
- 1863: en San Nicolás de los Arroyos (Argentina) se inaugura la primera sucursal del Banco de la Provincia de Buenos Aires.
- 1874: en España, el futuro rey Alfonso XII firma el Manifiesto de Sandhurst, redactado por Antonio Cánovas del Castillo.
- 1879: en Cuba, el capitán general español Blanco pone fin a la Guerra Chiquita.
- 1885: en Waco (Estados Unidos) se sirve por primera vez en una farmacia la bebida Dr. Pepper.
- 1899: en Barcelona se realiza la primera carrera de automóviles de España.
- 1899: en Argentina se funda el Club Atlético Argentino de Quilmes.
- 1904: en los Estados Unidos finaliza la Exposición Universal de San Luis.
- 1909: en Argentina, al inaugurarse un nuevo ramal del ferrocarril en la provincia de Entre Ríos, la población conocida como Kilómetro 23 pasa a denominarse oficialmente Larroque.
- 1913: en Buenos Aires (Argentina), se inaugura el Subte de Buenos Aires. Fue la primera red de trenes subterráneos en Iberoamérica y el Hemisferio sur.
- 1919: en Londres (Reino Unido), Lady Astor se convierte en la primera mujer miembro del Parlamento al tomar su asiento en la Cámara de los Comunes. (Había sido elegida el 28 de noviembre).
- 1924: en México, Plutarco Elías Calles asume el cargo de presidente.
- 1928: en Talca, Chile, se registra un terremoto de 7,9 en la escala sismológica de Richter que dejó un saldo oficial de 279 fallecidos.
- 1934: en el centro del Partido Comunista de la ciudad de Leningrado (Unión Soviética), Leonid Nikolaev asesina a tiros a Serguéi Kírov (miembro del Politburó).
- 1934: en México, Lázaro Cárdenas asume el cargo de presidente.
- 1940: en México, Manuel Ávila Camacho asume el cargo de presidente.
- 1941: en Japón ―en el marco de la Segunda Guerra Mundial―, el emperador Hirohito da su aprobación final para declarar la guerra contra Estados Unidos.
- 1946: en México, Miguel Alemán Valdés asume el cargo de presidente.
- 1948: Costa Rica se convierte en el primer país de América en abolir sus Fuerzas Armadas.
- 1948: en la playa de Somerton, en la ciudad de Adelaida (Australia) se encuentra el cadáver de un hombre no identificado. El crimen ―caso Taman Shud, todavía no solucionado― involucra un veneno indetectable y un código secreto proveniente de una edición rara del Rubaiyat (de Omar Jaiam), en idioma persa.
- 1952: en México, Adolfo Ruiz Cortines asume el cargo de presidente.
- 1952: en los Estados Unidos, el diario New York Daily News informa acerca de Christine Jorgensen, el primer caso de cirugía de reasignación de sexo.
- 1957: en Colombia, las mujeres pudieron ejercer por primera vez el derecho al voto luego de la reforma constitucional de 1954.
- 1958: en México, Adolfo López Mateos asume el cargo de presidente.
- 1958: en Chicago se incendia la escuela Our Lady of the Angels (Nuestra Señora de los Ángeles). Mueren 92 niños y 3 monjas.
- 1959: en Washington D. C. se firma el Tratado Antártico.
- 1960: la Unión Soviética lanza al espacio el satélite artificial Sputnik 6.
- 1960: en Hamburgo (Alemania), los músicos británicos Paul McCartney y Pete Best (de la banda The Beatles) son arrestados y más tarde deportados a Reino Unido, por una denuncia de intento de incendio.
- 1961: en Washington (Estados Unidos), el presidente John Fitzgerald Kennedy suspende la cuota azucarera de Cuba en el mercado estadounidense para la primera mitad del año 1962, como parte de sus presiones contra el pueblo cubano.
- 1961: en Cuba, la banda terrorista de Jesús Claro Mollinedo Plasencia ―en el marco de los ataques terroristas organizados por la CIA estadounidense― asesina al miliciano Gregorio Pedraza (El Jíbaro), que los perseguía. Mollinedo será capturado y juzgado por sus crímenes, y el 14 de septiembre de 1962 será fusilado.[1]
- 1963: en la India, la región de Nagaland se convierte en el 16.º estado de ese país.
- 1964: Malawi, Malta y Zambia ingresan a la ONU (Organización de las Naciones Unidas).
- 1964: en Washington (Estados Unidos) el presidente Lyndon B. Johnson ―en el marco de la guerra de Vietnam― se reúne con sus consejeros para planear bombardeos a objetivos civiles en Vietnam del Norte.
- 1964: en México, Gustavo Díaz Ordaz asume el cargo de presidente.
- 1969: en el marco de la guerra de Vietnam, en los Estados Unidos se realiza el sorteo (el primero desde la Segunda Guerra Mundial) para reclutar soldados con el objetivo de continuar la invasión de Vietnam del Norte.
- 1970: en México, Luis Echeverría Álvarez asume el cargo de presidente.
- 1971: en Ecuador, se descubre al Solitario George, último espécimen de la especie Chelonoidis abingdonii.
- 1974: al noroeste del Aeropuerto Internacional Dulles, 42 km al oeste del centro de Washington D. C. (Estados Unidos), se estrella un Boeing 727 (el Vuelo 514 de TWA). Mueren las 92 personas a bordo.
- 1974: en el parque estatal Harriman, 50 km al norte de Nueva York (Estados Unidos), se estrella otro Boeing 727 (el vuelo 6231 de Northwest Orient Airlines). Mueren las tres personas a bordo.
- 1976: Angola se une a las Naciones Unidas.
- 1976: en México, José López Portillo asume el cargo de presidente.
- 1977: en Venezuela se constituye la Corporación Petroquímica de Venezuela (Pequiven).[2]
- 1978: en un túnel a 248 metros bajo tierra, en el área U3kn del Sitio de pruebas atómicas de Nevada (a unos 100 km al noroeste de la ciudad de Las Vegas), a las 9:07 (hora local) Estados Unidos detona su bomba atómica Concentration, de 0,6 kilotones. Es la bomba n.º 922 de las 1132 que Estados Unidos detonó entre 1945 y 1992.
- 1979: en Colombia se inaugura oficialmente la televisión a color.[3]
- 1981: se registra oficialmente el primer caso de sida, en cuyo recuerdo en 1988 la OMS establecerá esta fecha como el Día Mundial de la Lucha contra el Sida.
- 1982: en México, Miguel de la Madrid Hurtado asume el cargo de presidente.
- 1987: en un túnel a 183 metros bajo tierra, en el área U3Lu del Sitio de pruebas atómicas de Nevada (a unos 100 km al noroeste de la ciudad de Las Vegas), a las 8:30 (hora local) Estados Unidos detona su bomba atómica Waco, de menos de 20 kilotones. Es la bomba n.º 1070 de las 1132 que Estados Unidos detonó entre 1945 y 1992.
- 1988: en Pakistán, la política Benazir Bhutto es nombrada primera ministra.
- 1988: en México, Carlos Salinas de Gortari asume el cargo de presidente.
- 1989: lanzamiento del observatorio espacial internacional Granat.
- 1989: en Filipinas el grupo militar de derechas Reform the Armed Forces Movement intenta infructuosmanete perpetrar un golpe de Estado contra la presidenta Corazón Aquino.
- 1990: a 40 metros bajo el lecho del Canal de la Mancha (entre Inglaterra y Francia), se encuentran los trabajadores que construyen el Eurotúnel.
- 1991: en el marco del final de la Guerra Fría, en Ucrania un referéndum popular aprueba el plan para independizarse de la Unión Soviética.
- 1994: en México, Ernesto Zedillo Ponce de León asume el cargo de presidente.
- 1994 : El Club Atlético Vélez Sarsfield de Argentina vence por 2-0 al AC Milan de Italia para ganar la Copa Intercontinental disputada en Tokio, Japón.
- 1996: en Buenos Aires, surge Scouts de Argentina de la fusión de la Unión Scouts Católicos Argentinos y la Asociación de Scouts de Argentina.
- 1997: en la aldea de Laksmanpur Bathe, 125 km al oeste de Patna ―en el estado indio de Bijar―, el grupo terrorista Ranvir Sena (formado por terratenientes brahmanes hinduistas matan a 74 dalits (personas de casta baja) ―16 niños, 32 mujeres y 26 hombres―. Con la sangre de las víctimas escriben en las paredes del pueblo:

Hemos matado a los niños porque cuando crecieran se convertirían en naxalitas. Hemos matado a las mujeres porque darían a luz a más naxalitas.

- 1999: el centro histórico de Cuenca (Ecuador) es declarado Patrimonio de la Humanidad por la Unesco.
- 2000: en México, Vicente Fox asume el cargo de presidente. Es el primer candidato de la oposición que logra alcanzar la presidencia. El PRI pierde el poder después de más de 70 años
- 2001: en Busan (Corea del Sur), se lleva a cabo el Sorteo de la Copa Mundial de Fútbol de 2002.
- 2001: en la carretera que conduce de Sogamoso a Yopal (Colombia), un grupo de paramilitares detiene un bus con 18 pasajeros, separan a dos niños y una anciana y fusilan a los otros 15 hombres y mujeres.
- 2001: en Argentina, el ministro de Economía Domingo Cavallo anuncia el Corralito.
- 2001: el grupo de pop rock chileno Los Prisioneros realiza el segundo de sus dos conciertos de regreso en el Estadio Nacional de Santiago de Chile. En total reunieron en total a más de 135 000 personas en ambos recitales, siendo el único grupo chileno en conseguirlo, y con muy escasa publicidad.
- 2002: en Santiago de Compostela (España) se manifiestan 200 000 personas, convocadas por la organización Nunca Máis, para exigir dignidad y dimisiones por la incompetencia del gobierno gallego y español ante la crisis del barco petrolero Prestige.
- 2005: en España se inician las emisiones en pruebas del canal de televisión autonómico extremeño, Canal Extremadura.
- 2006: en México, Felipe Calderón asume el cargo de presidente.
- 2006: en Colombia la empresa Tigo reemplaza a la empresa de telefonía OLA.
- 2006: en Doha (Catar) comienzan los XV Juegos Asiáticos.[5]
- 2007: cerca de la ciudad francesa de Bayona, la banda terrorista ETA mata a un policía español y hiere a otro.
- 2007: en Japón, se estrena la primera película de la famosa saga Kara no Kyoukai producida por el estudio Ufotable.
- 2009: entra en vigor el Tratado de Lisboa.
- 2009: en Finlandia, se lanza el videojuego Angry Birds por la desarrolladora Rovio Entertainment.
- 2012: en México, Enrique Peña Nieto asume el cargo de presidente, en medio del descontento y la protesta nacional. Con esta sucesión el PRI regresa al poder después de doce años de ausencia.
- 2018: en México, Andrés Manuel López Obrador de corte izquierda, asume el cargo de presidente, convirtiéndose así en el 65° presidente de México. Nuevamente el PRI pierde la presidencia por tercera vez en su historia.
- 2018: en el contexto de la toma de protesta del presidente de México Andrés Manuel López Obrador, en la Ciudad de México, se abre al público El Complejo Cultural Los Pinos, tras 84 años de ser la residencial oficial para los presidentes de México, siendo el último en habitar dicha residencia el presidente de México de 2012 al 2018, Enrique Peña Nieto.
- 2019: en Wuhan, se registraron los primeros casos de COVID-19 en la República Popular China, por tal se le considera la fecha de inicio del brote de COVID-19 que más adelante sería declarado epidemia y posteriormente pandemia en 2020.[6]
- 2020: en Arecibo, Puerto Rico, se termina de colapsar el radiotelescopio de Arecibo.
- 2021: En la madrugada del 1 de diciembre, Boomerang Latinoamerica cierra sus transmisiones siendo reemplazado por Cartoonito en toda América Latina.

## Nacimientos
- 1081: Luis VI, rey francés entre 1108 y 1137 (f. 1137).
- 1083: Ana Comneno, médica, historiadora y aristócrata griega (f. 1153).
- 1443: Magdalena de Francia, princesa de Viana y regenta de Navarra (f. 1495).
- 1521: Takeda Shingen, militar japonés (f. 1573).
- 1525: Tadeas Hajek, físico y astrónomo checo (f. 1600).
- 1580: Nicolas-Claude Fabri de Peiresc, astrónomo francés (f. 1637).
- 1655: Antonio Palomino, pintor español  (f. 1726).
- 1709: Franz Xaver Richter, cantante, violinista, director de orquesta y compositor austríaco (f. 1789).
- 1716: Étienne-Maurice Falconet, escultor francés (f. 1791).
- 1729: Giuseppe Sarti, compositor italiano (f. 1802).
- 1743: Martin Heinrich Klaproth, químico alemán (f. 1817).
- 1761: Marie Tussaud, escultora francesa, que fundó el Museo de Cera Madame Tussaud (f. 1850).
- 1792: Nikolái Lobachevski, matemático ruso (f. 1856).
- 1800: Mihály Vörösmarty, escritor húngaro (f. 1855).
- 1824: Patricio Lynch, militar chileno (f. 1886).
- 1844: Alejandra de Schleswig, aristócrata danesa, esposa del rey británico Eduardo VII (f. 1925).
- 1848: Enrique el Mellizo, cantante español (f. 1906).
- 1868: Eloy Gonzalo, militar español (f. 1897).
- 1869: Eligiusz Niewiadomski, crítico de arte y pintor polaco de derechas, asesino del presidente polaco Gabriel Narutowicz (f. 1923).
- 1873: Valeri Briúsov, poeta ruso (f. 1924).
- 1879: Carlos Alfredo Becú, político argentino (f. 1924).
- 1879: Natalia Chacón, personalidad mexicana, esposa del presidente Plutarco Elías Calles (f. 1927).
- 1880: Akiba Rubinstein, ajedrecista polaco (f. 1961).
- 1884: Karl Schmidt-Rottluff, pintor alemán (f. 1976).
- 1886: Rex Stout, escritor estadounidense (f. 1975).
- 1893: Ernst Toller, dramaturgo alemán (f. 1939).
- 1896: Georgi Zhúkov, militar y político soviético (f. 1974).
- 1897: Miguel Fleta, tenor español (f. 1938).
- 1898: Agustín Magaldi, músico, compositor y cantor de tangos argentino (f. 1938).
- 1903: Juana Couretot de Guella, activista argentina (f. 1981).
- 1903: Takiji Kobayashi, escritor japonés (f. 1933)
- 1904: Telesforo Monzón, político español (f. 1981).
- 1905: Charles G. Finney, escritor estadounidense (f. 1984).
- 1906: Enrique Segura, pintor español (f. 1994).
- 1909: Franz Bardon, ocultista checo (f. 1958).
- 1910: Alicia Markova, bailarina y coreógrafa británica (f. 2004).
- 1912: Carlos Ollero Gómez, catedrático y politólogo español (f. 1993).
- 1912: Minoru Yamasaki, arquitecto estadounidense, que diseñó las Torres Gemelas (f. 1986).
- 1913: Mary Martin, actriz y cantante estadounidense (f. 1990).
- 1917: Arturo Gutiérrez-Zamora Tejeda, banquero mexicano (f. 2006).
- 1918: Bolívar Urrutia Parrilla, militar panameño (f. 2005).
- 1920: Lê Đức Anh, militar y político vietnamita, presidente de Vietnam entre 1992 y 1997 (f. 2019).
- 1922: Paul Picerni, actor estadounidense (f. 2011).
- 1923: Morris, historietista belga, creador de Lucky Luke (f. 2001)
- 1923: Stansfield Turner, militar estadounidense, exdirector de la CIA (f. 2018).
- 1924: Otto Eléspuru, militar y político peruano (f. 2010).
- 1925: Martin Rodbell, bioquímico estadounidense, premio Nobel de Fisiología o Medicina en 1994 (f. 1998).
- 1928: Malachi Throne, actor estadounidense (f. 2013).
- 1930: Matt Monro, cantante británico (f. 1985).
- 1933: Violette Verdy, bailarina, coreógrafa y directora de baile francesa (f. 2016).
- 1933: Lou Rawls, cantante-compositor, productor y actor estadounidense (f. 2006).
- 1933: Curro Romero, torero español.
- 1934: Billy Paul, cantante estadounidense (f. 2016).
- 1936: María Servini de Cubría, jueza argentina.

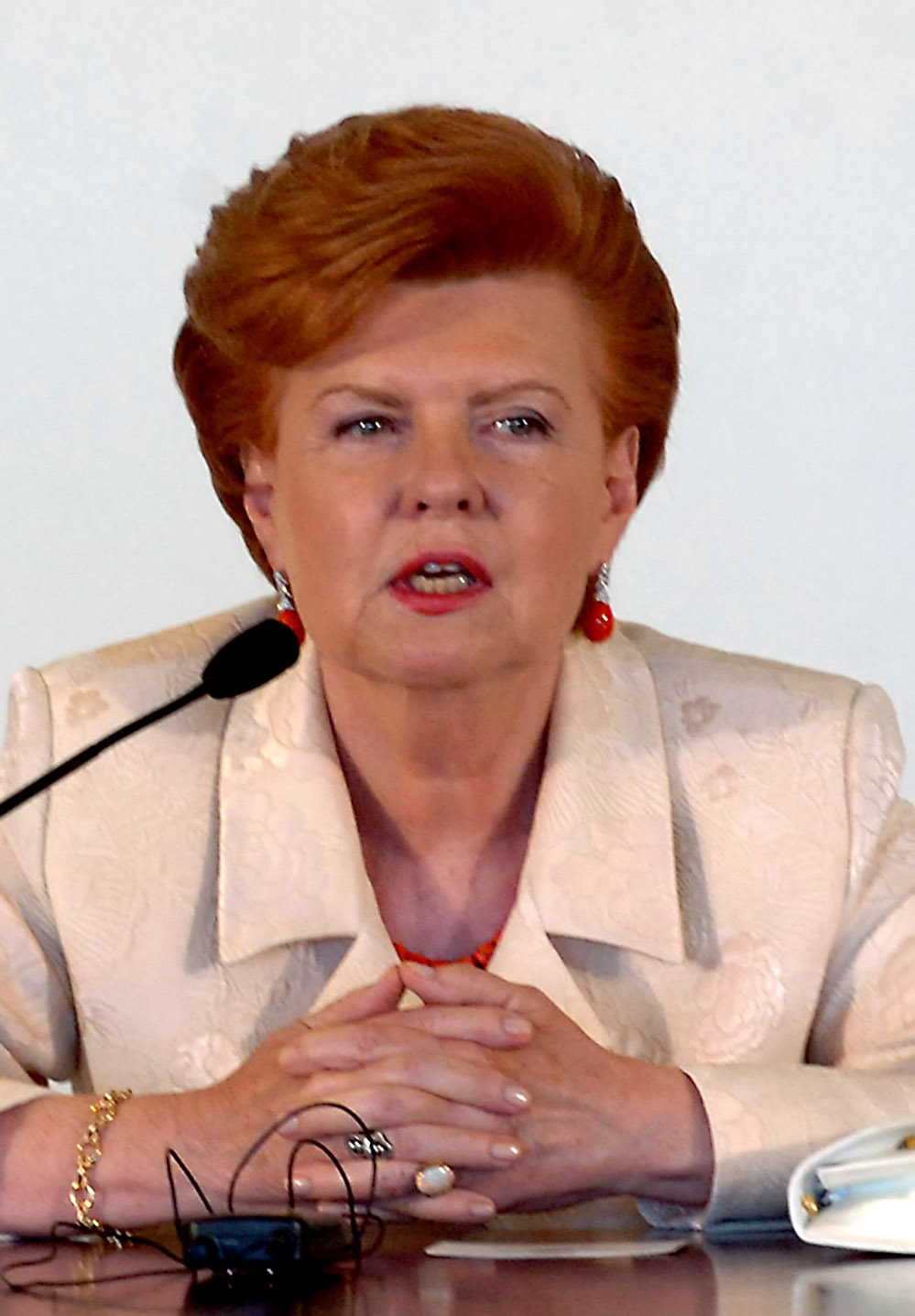
Vaira Vike-Freiberga

- 1937: Vaira Vike-Freiberga, política letona, presidenta de Letonia entre 1999 y 2007.
- 1938: Adriana Aizemberg, actriz argentina.
- 1939: Ismael Fernández de la Cuesta, musicólogo español.
- 1939: Alejandro Luna Ledesma, arquitecto, escenógrafo, catedrático y académico mexicano (f. 2022).
- 1939: Lee Trevino, golfista estadounidense.
- 1940: Richard Pryor, actor y comediante estadounidense (f. 2005).
- 1940: Minori Matsushima, seiyū japonesa (f. 2022).
- 1941: Jesús Moncada, escritor español (f. 2005).
- 1942: John Clauser, físico estadounidense, Premio Nobel de  Física 2022.
- 1942: John Crowley, escritor estadounidense.
- 1943: Finn Kydland, economista noruego.
- 1944: Tahar Ben Jelloun, escritor marroquí en francés.
- 1944: Eric Bloom, músico estadounidense, de la banda Blue Öyster Cult.
- 1944: Salvador Cañellas, piloto de motos español.
- 1944: John Densmore, baterista y compositor estadounidense, de la banda The Doors.
- 1944: Daniel Pennac, escritor franco-marroquí.
- 1945: Bette Midler, comediante y actriz estadounidense.
- 1945: Emilio Sola, escritor español.
- 1946: Gilbert O'Sullivan, cantante, compositor y pianista irlandés.
- 1946: Alberto Bernabé Pajares, filólogo español.
- 1946: Silvina Rada, actriz argentina.
- 1947: Alain Bashung, cantautor y actor francés (f. 2009).
- 1948: N. T. Wright, teólogo británico.
- 1949: Pablo Escobar, narcotraficante colombiano (f. 1993).
- 1949: Sebastián Piñera, empresario y político chileno, presidente de Chile entre 2010-2014 y 2018-2022 (f. 2024).
- 1950: Otto Pérez Molina, militar y político guatemalteco, presidente de Guatemala entre 2012 y 2015.
- 1951: Obba Babatundé, actor estadounidense.
- 1951: Sérgio Dias, cantante brasileño, de la banda Os Mutantes.
- 1951: Jaco Pastorius, bajista, compositor, y productor estadounidense de jazz, de las bandas Blood, Sweat & Tears, y Weather Report (f. 1987).
- 1951: Treat Williams, actor estadounidense (f. 2023).
- 1952: Pegi Young, cantante estadounidense (f. 2019).
- 1953: Victor Ambros, biólogo estadounidense, Premio Nobel de Fisiología o Medicina 2024.
- 1955: Verónica Forqué, actriz y directora española (f. 2021).
- 1956: Carlos Cámara Jr., actor venezolano-mexicano.
- 1956: David Ostrosky, actor mexicano (f. 2023).
- 1957: Chris Poland, guitarrista estadounidense, de la banda Megadeth.
- 1957: Deep Roy, actor keniano (Umpa-Lumpa en Charlie y la fábrica de chocolate).
- 1958: Javier el Vasco Aguirre, jugador y entrenador de fútbol mexicano.
- 1958: Candace Bushnell, escritora y columnista estadounidense, creadora de Sex and the city.
- 1958: Charlene Tilton, actriz estadounidense.
- 1959: Billy Childish, pintor, poeta, cantante y guitarrista británico.
- 1959: Pascal Terry, piloto de motociclismo francés (f. 2009).
- 1960: Carol Alt, modelo estadounidense.
- 1960: Paco Collado, humorista español.
- 1960: Iván Urdinola, narcotraficante colombiano (f. 2002).
- 1961: Jeremy Northam, actor británico.
- 1961: Lito Vitale, músico, compositor, pianista, productor y arreglador argentino.
- 1961: Christine Kangaloo, abogada y política trinitense, Presidenta de Trinidad y Tobago desde 2023.
- 1962: Pamela McGee, baloncestista y entrenadora estadounidense.
- 1963: Soraya Rodríguez, política española.
- 1964: Salvatore Schillaci, futbolista italiano.
- 1966: Andrew Adamson, cineasta, productor y guionista neozelandés.
- 1966: Katherine LaNasa, actriz estadounidense.
- 1966: Larry Walker, beisbolista canadiense.
- 1966: António Pacheco, futbolista y entrenador portugués (f. 2024).
- 1967: Nestor Carbonell, actor estadounidense.
- 1968: Justin Chadwick, actor y director británico.
- 1969: Jorge Bechara, director y guionista argentino.
- 1970: Jouko Ahola, actor y strongman finlandés.
- 1970: Sarah Silverman, actriz, cantante, comediante y escritora estadounidense.
- 1971: Emily Mortimer, actriz británica.
- 1972: Manny Manuel, cantante puertorriqueño.
- 1972: Nicolás Scarpino, actor argentino.
- 1973: Andrea Bertolini, piloto de automovilismo italiano.
- 1973: Steve Gibb, cantante, compositor y guitarrista estadounidense, de la banda Black Label Society.
- 1973: Jon Theodore, baterista estadounidense, de la banda The Mars Volta.
- 1973: Akiko Nakagawa, seiyū japonesa.
- 1973: Bibiana Navas, actriz colombiana.
- 1974: Costinha, futbolista portugués.
- 1976: Pablo Chiapella, actor español.
- 1976: Tomasz Adamek, boxeador polaco.
- 1976: Matthew Shepard, estudiante universitario estadounidense torturado y asesinado por ser gay (f. 1998)
- 1977: Brad Delson, guitarrista y productor estadounidense, de la banda Linkin Park.
- 1982: Lloyd Doyley, futbolista británico.
- 1982: Christos Melissis, futbolista griego.
- 1982: Alfredo Alberto Pacheco, futbolista salvadoreño (f. 2015).
- 1983: Michelle Rodríguez, actriz y comediante mexicana.
- 1985: Janelle Monáe, cantante y compositora estadounidense.
- 1985: Pierluigi Frattali, futbolista italiano.
- 1985: Björn Vleminckx, futbolista belga.
- 1987: Sarah Snook, actriz australiana.
- 1988: Tyler Joseph, músico, cantante, rapero y compositor estadounidense, de la banda Twenty One Pilots.
- 1988: Zoë Kravitz, actriz y cantante estadounidense.
- 1988: Im Si-wan, actor y cantante surcoreano, integrante del grupo ZE:A.
- 1989: Barry Bannan, futbolista escocés.
- 1989: Diego Churín, futbolista argentino
- 1990: Chanel Iman, modelo estadounidense.
- 1992: Marco van Ginkel, futbolista neerlandés.
- 1995: Eva Boto, cantante eslovena.
- 1997: Sarah Brannon, modelo estadounidense.
- 2001: Aiko, princesa de Japón.
- 2003: Robert Irwin, conservacionista de la vida salvaje, fotógrafo y presentador televisivo australiano-estadounidense.

## Fallecimientos
- 660: San Eloy, santo francés (n. 588).
- 1135: Enrique I, rey inglés entre 1100 y 1131 (n. 1068).
- 1241: Isabel de Inglaterra, esposa británica del emperador Federico II Hohenstaufen (n. 1214).
- 1375: Tomás Telegdi, arzobispo húngaro (n. ¿?).
- 1433: Go-Komatsu, emperador japonés (n. 1377).
- 1455: Lorenzo Ghiberti (Lorenzo di Bartolo), escultor italiano (n. 1378).
- 1521: León X, papa florentino entre 1513 y 1521 (n. 1475).
- 1530: Margarita de Austria, princesa viuda de Asturias y Gerona, duquesa consorte de Saboya y gobernadora de los Países Bajos (n. 1480).
- 1581: Alexander Briant, sacerdote, mártir y santo británico (n. 1556).
- 1581: Edmund Campion, sacerdote, mártir y santo británico (n. 1540).
- 1581: Ralph Sherwin, sacerdote, mártir y santo británico (n. 1550).
- 1602: Kobayakawa Hideaki, militar japonés (n. 1582).
- 1633: Isabel Clara Eugenia, aristócrata española (n. 1566).
- 1640: Miguel de Vasconcelos, político portugués, secretario de Estado de Portugal (n. 1590).
- 1660: Pierre d'Hozier, genealogista e historiador francés (n. 1592).
- 1707: Jeremiah Clarke, compositor británico (n. 1674).
- 1709: Abraham a Sancta Clara, monje austriaco (n. 1644).
- 1723: Susanna Centlivre, actriz y dramaturga británica (n. 1667).
- 1729: Jacques Philippe Maraldi, astrónomo francoitaliano (n. 1665).
- 1755: Maurice Greene, compositor y organista británico (n. 1696).
- 1825: Alejandro I, zar ruso (n. 1777).
- 1830: Pío VIII, papa italiano (n. 1761).
- 1865: Abraham Emanuel Fröhlich, poeta suizo (n. 1796).
- 1866: George Everest, geógrafo británico (n. 1790).
- 1913: Juhan Liiv, poeta y escritor estonio (n. 1864).
- 1914: Alfred Thayer Mahan, capitán e historiador estadounidense (n. 1840).
- 1916: Carlos de Foucauld, sacerdote y místico francés (n. 1858).
- 1928: José Eustasio Rivera, poeta y abogado colombiano (n. 1888).
- 1934: Serguéi Kírov, político bolchevique ruso (n. 1886).
- 1935: Bernhard Schmidt, astrónomo alemán (n. 1879).
- 1939: Pedro Corominas, escritor y político español (n. 1870).
- 1943: Damrong Rajanubhab, historiador tailandés (n. 1862).
- 1947: Aleister Crowley, escritor y ocultista británico (n. 1875).
- 1947: Godfrey Harold Hardy, matemático británico (n. 1877).
- 1957: Gustav F. Hüttig, químico checo (n. 1890).
- 1964: John Burdon Sanderson Haldane, genetista indo-británico (n. 1892).
- 1968: Darío Moreno, cantante y actor turcofrancés (n. 1921).
- 1969: Magic Sam, guitarrista y cantante estadounidense de blues (n. 1937).
- 1972: Antonio Segni, político italiano (n. 1891).
- 1973: David Ben-Gurión, político polaco-israelí, 1.º primer ministro (n. 1886).
- 1979: Eduardo Blanco Amor, escritor y periodista español (n. 1897).
- 1983: Enrique Diosdado, actor español (n. 1910).
- 1984: Roelof Frankot, pintor neerlandés (n. 1911).
- 1985: Agustí Centelles, fotógrafo español (n. 1909).
- 1987: James Baldwin, novelista, poeta y crítico estadounidense (n. 1924).
- 1987: Rafael Barón, escritor español (n. 1921).
- 1989: Alvin Ailey, bailarín y coreógrafo estadounidense (n. 1931).
- 1990: Aquilino Morcillo Herrera, periodista español (n. 1913).
- 1990: Vijaya Lakshmi Pandit, diplomática y política india (n. 1900).
- 1991: George Stigler, economista estadounidense, premio Nobel de Economía (n. 1911).
- 1993: Ray Gillen, cantante y compositor estadounidense de rock, de la banda Black Sabbath (n. 1959).
- 1993: Carlos Ollero Gómez, uno de los padres de la Constitución española (n. 1912).
- 1997: Stéphane Grappelli, violinista francés (n. 1908).
- 1998: Freddie Young, director de fotografía británico (n. 1902).
- 2002: José Chávez Morado, artista plástico mexicano (n. 1909).
- 2003: Eugenio Monti, esquiador alpino italiano (n. 1928).
- 2004: Bernardo de Lippe-Biesterfeld, príncipe consorte neerlandés (n. 1911).
- 2005: Jack Colvin, actor estadounidense (el periodista de la serie El increíble Hulk) (n. 1934).
- 2006: Claude Jade, actriz francesa (n. 1948).
- 2006: Bruce Trigger, arqueólogo canadiense (n. 1937).
- 2007: Zayda Peña, cantante grupera mexicana (n. 1981).
- 2007: Angelo Conterno, ciclista italiano (n. 1925).
- 2007: Ken McGregor, tenista australiano (n. 1929).
- 2007: Anton Rodgers, actor y director británico (n. 1933).
- 2008: Mikel Laboa, cantautor vasco (n. 1934).
- 2008: Joseph B. Wirthlin, líder religioso y empresario estadounidense (n. 1917).
- 2009: Paul Naschy, actor, guionista y cineasta español (n. 1934).
- 2009: Gustavo Adolfo Palma, tenor y actor guatemalteco (n. 1920).
- 2011: Shingo Araki, historietista y animador japonés (n. 1939).
- 2011: Hippolyte Van Den Bosch, futbolista y entrenador belga (n. 1926).
- 2011: Christa Wolf, escritora alemana (n. 1929).
- 2012: Onofre Lovero, actor argentino (n. 1925).
- 2013: Alfonso Armada, exmilitar español (n. 1920).
- 2013: Alejandro Urdapilleta, actor uruguayo (n. 1954).
- 2014: Mario Abramovich, violinista y compositor argentino (n. 1926).
- 2014: Sita Murt, diseñadora y empresaria española (n. 1946).
- 2015: Leonardo Franco, guitarrista uruguayo, de la banda Los Iracundos (n. 1942).
- 2020: Eduardo Lourenço, filósofo y escritor portugués (n. 1923).
- 2020: Hugh Keays-Byrne, actor de cine y televisión británico-australiano (n. 1947).
- 2021: Enrique Jackson, político mexicano (n. 1945).
- 2022: Mylène Demongeot, actriz francesa (n. 1935).
- 2024: Sandra Reyes, actriz colombiana (n. 1975).

## Celebraciones
- Día Mundial de la Lucha contra el Sida.[7]Se recuerda esta efeméride porque es la fecha en la que fue diagnosticado el primer caso, el 1 de diciembre de 1981 (43 años).

- Día Panamericano de la Farmacia. En conmemoración del Primer Congreso Panamericano de Farmacia realizado en La Habana, Cuba, en el año 1948.[8]

Política
- Día Internacional de los Presos por la Paz. Busca reconocer el valor de los objetores de conciencia que se encuentran presos debido a su resistencia a la guerra.

 Por países
(Por orden alfabético)
- Argentina: 
  - Día del Ama de Casa.[9]Con el propósito de reivindicar su labor.[10]

- Birmania: 
  - Día Nacional. Es un día festivo en Birmania, que marca el aniversario de la primera huelga de estudiantes universitarios en la Universidad de Rangún en 1920.
(en birmano: အမျိုးသားနေ့).

- Chad: 
  - Día de la Libertad y la Democracia.
(en inglés: Freedom and Democracy Day).

- Costa Rica: 
  - Día de la Abolición del Ejército.

- Estados Unidos: 
  - Ohio y Oregón:
    - Día de Rosa Parks.
(en inglés: Rosa Parks Day).

- Islandia: 
  - Día de la Soberanía.
(en islandés: Fullveldisdagurinn).
(en inglés: Sovereignty Day).

- México: 
  - Día del Químico. La fecha fue propuesta por la química María de los Ángeles Zaldo en el Congreso Panamericano de Química de 1948, con sede en Cuba. Desde entonces estudiantes, profesores e instituciones lo celebran.

- Panamá: 
  - Día del Maestro. Esta fecha conmemora el nacimiento de Manuel José Hurtado, pionero de la educación en Panamá.

- Portugal: 
  - Restauración de la Independencia. Celebra el fin de la Dinastía Filipina (1580-1640).
(en portugués: Restauração da Independência.).

- República Centroafricana: 
  - Día de la República. Conmemora el aniversario de la conversión de la República Centroafricana en territorio autónomo dentro de la Comunidad Francesa en 1958.

- Rumania: 
  - Día Nacional de Rumania. Se celebra la unión de Transilvania con Rumania en 1918.
(en inglés: Great Union Day).

- Rusia: 
  - Día de la Batalla de Sinope.

- Tailandia: 
  - Día de Damrong Rajanubhab. Conmemora el fallecimiento del príncipe Damrong Rajanubhab. Establecido desde el 27 de noviembre de 2001.
(en inglés: Damrong Rajanubhab Day).
(en tailandés: วันดำรงราชานุภาพ (Wan Damrongrachanuphap)).

### Santoral católico

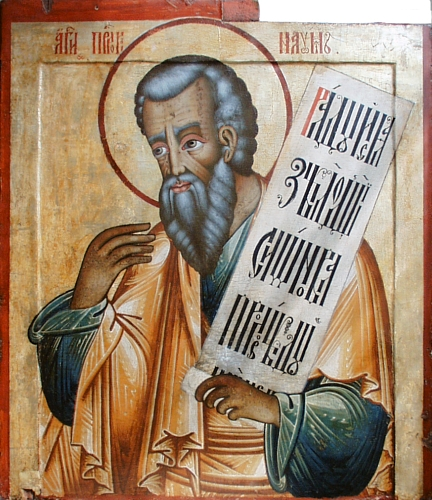
Icono ruso de San Nahúm..

- San Agerico de Verdún, obispo (588).[11]
- San Castriciano de Milán, obispo (s. III).[11]
- San Domnolo de Cenómano, obispo (581).[11]
- Santos Edmundo Campion, Rodolfo Sherwin y Alejandro Briant, presbíteros y mártires (1581).[11]
- San Eloy de Noyon, obispo (660).[11]
- Santa Florencia de Poitiers, virgen (s. IV).[11][12]
- San Leoncio de Frejus, obispo (c. 433).[11]
- San Nahúm, profeta.[11]
- Beato Antonio Bonfadini, presbítero (1482).[11]
- Beato Juan Beche, presbítero y mártir (1539).[11]
- Beato Ricardo Langley, mártir (1586).[11]
- Beato Casimiro Sykulski, presbítero y mártir (1941).[11]
- Beata Liduina Meneguzzi, virgen (1941).[11]

 Por países
(Por orden alfabético)
- México: 
  - Inicio del dozavario en honor a Nuestra Señora de Guadalupe (México).
El Dozavario es una invocación que aparece en el Libro de Isaías, en la que el pueblo le pide a Dios que se rasgue el cielo y baje el salvador.